# 베드퍼드 공작 랭커스터의 존

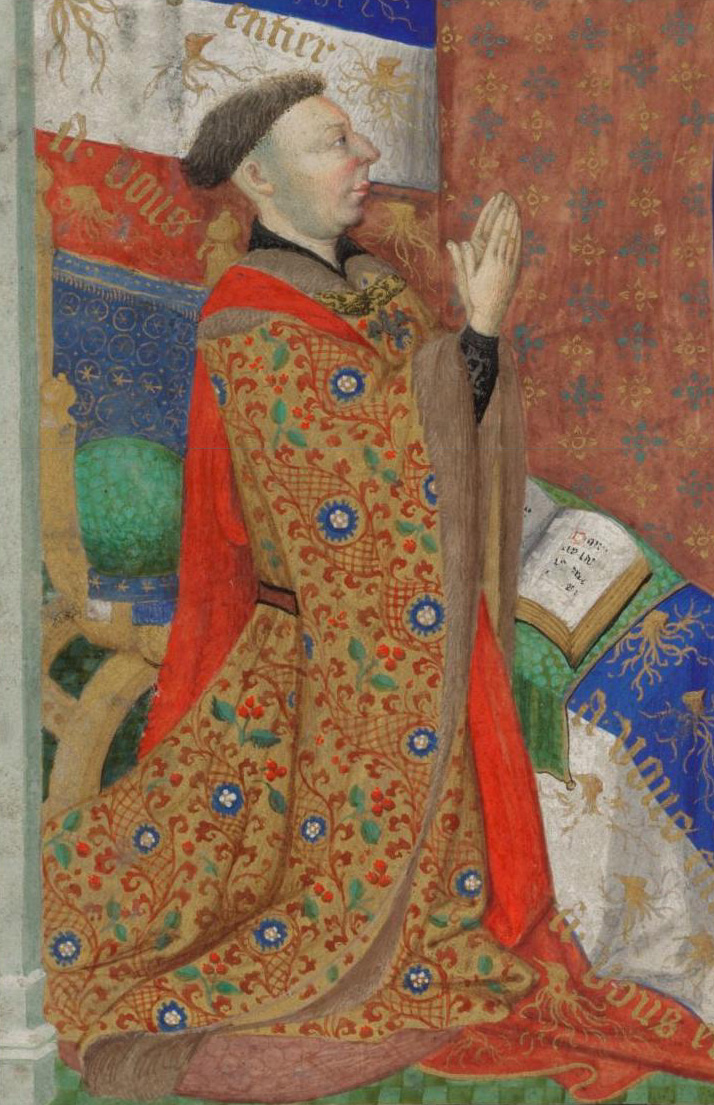

존 오브 랭커스터(John of Lancaster, Duke of Bedford, KG, 1389년 6월 20일 – 1435년 9월 14일)은 중세 잉글랜드의 왕자이자 장군, 정치가였으며 백년 전쟁의 중요한 시기에 프랑스 왕국에서 잉글랜드 군대를 지휘했다. 영국 왕 헨리 4세의 셋째 아들이자 헨리 5세의 형제였으며 그의 조카 헨리 6세의 프랑스 섭정으로 활동했다. 그의 군사적, 행정적 재능에도 불구하고 그가 죽을 무렵 프랑스의 상황은 (영국인의 경우) 심각하게 악화되었다.